# Кладбище Надежды
Кладбище Надежды (англ. Hope Cemetery) — сельское кладбище в Барре, штат Вермонт, США. Жители Барре называют свой город «Гранитной столицей мира», а кладбище известно превосходным изготовлением гранитных мемориалов и надгробий. Близ Барре также находится крупнейший в мире гранитный карьер, карьера «Скала веков», также известный как «Карьер Э. Л. Смита».

## История
Кладбище Надежды было основано в 1895 году и тогда занимало 53 акра (21,45 га). Оно было спроектировано и спланировано известным ландшафтным архитектором Эдвардом П. Адамсом. К 1895 году квалифицированные мастера со всего мира, особенно из Италии, стекались в Барре, чтобы внести вклад в быстро развивающуюся гранитную промышленность. Одним из основных применений гранита по всей стране было изготовление надгробий и мемориалов.
Силикоз, респираторное заболевание, вызываемое гранитной пылью, было распространено среди ремесленников и скульпторов, которые вдыхали её каждый день, что приводило к аномально высокому уровню смертности. Кроме того, эпидемия испанского гриппа 1918–1919 годов привела к увеличению числа смертей, что увеличило потребность в надгробиях. Зная, что смерть неминуема и, возможно, уже не за горами, многие скульпторы занялись созданием собственных надгробий, чтобы продемонстрировать своё мастерство. Подсчитано, что 75% надгробий были спроектированы мастерами, которых потом захоронили в этих же могилах.

## Современность
Кладбище Надежды с тех пор выросло в размерах до 65 акров (26 га), и внутри расположено более 10 000 надгробий и мемориалов. Все они сделаны из гранита Barre Grey. Кладбище является популярным туристическим направлением и было названо фольклористом из Вермонта Джозефом А. Ситро «Музеем гранитной скульптуры», «Уффици некрополей», «Галереей гранитного искусства», «Садом скульптур» и «Огромным музеем под открытым небом». Экскурсии проводятся за небольшую плату, но поездка на автомобиле или прогулка по кладбищу, чтобы посмотреть на скульптуры и мемориалы, является обычной практикой и поощряется.
На кладбище Надежды всё ещё можно установить богато украшенные и необычные надгробия. Стоимость этих больших мемориалов может варьироваться от 20 000 до 30 000 долларов США. Простые надгробия стоят около 2000 долларов.
Кладбище Надежды — самое большое из трёх кладбищ, находящихся в ведении города Барре. Оно было показано в репортаже Associated Press, а также в сюжете National Geographic, посвящённом городам и посёлкам Америки. Кроме того, кладбище было среди тех, что были показаны в документальном фильме PBS 2005 года «Специальное кладбище» (англ. A Cemetery Special).
Художник Фрэнк Гейлорд (1925–2018), создавший «Колонну» статуй солдат в Мемориале ветеранов Корейской войны в Вашингтоне, округ Колумбия, похоронен на кладбище Надежды.

## Галерея

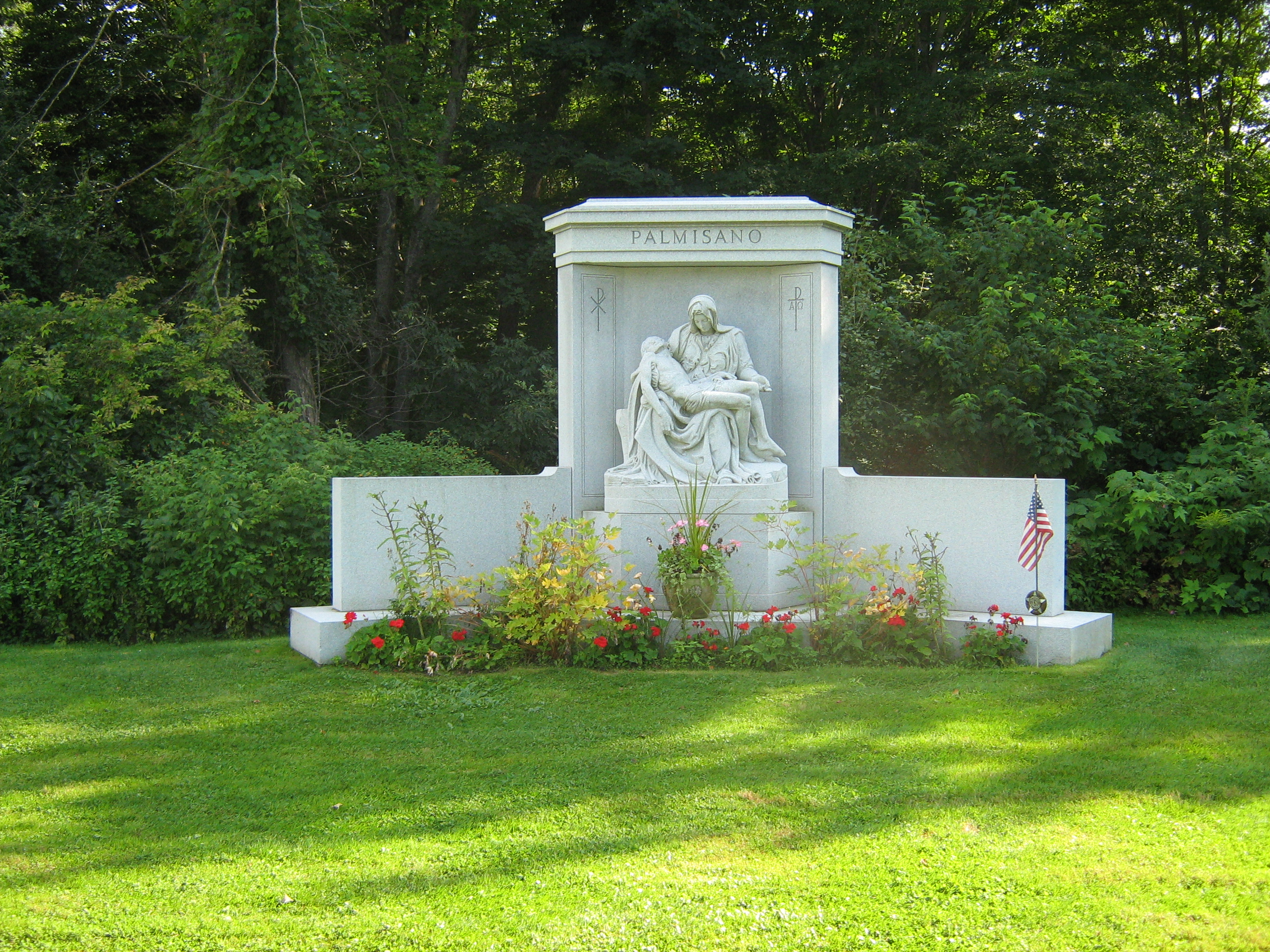
Надгробие с репродукцией «Пьеты» Микеланджело.
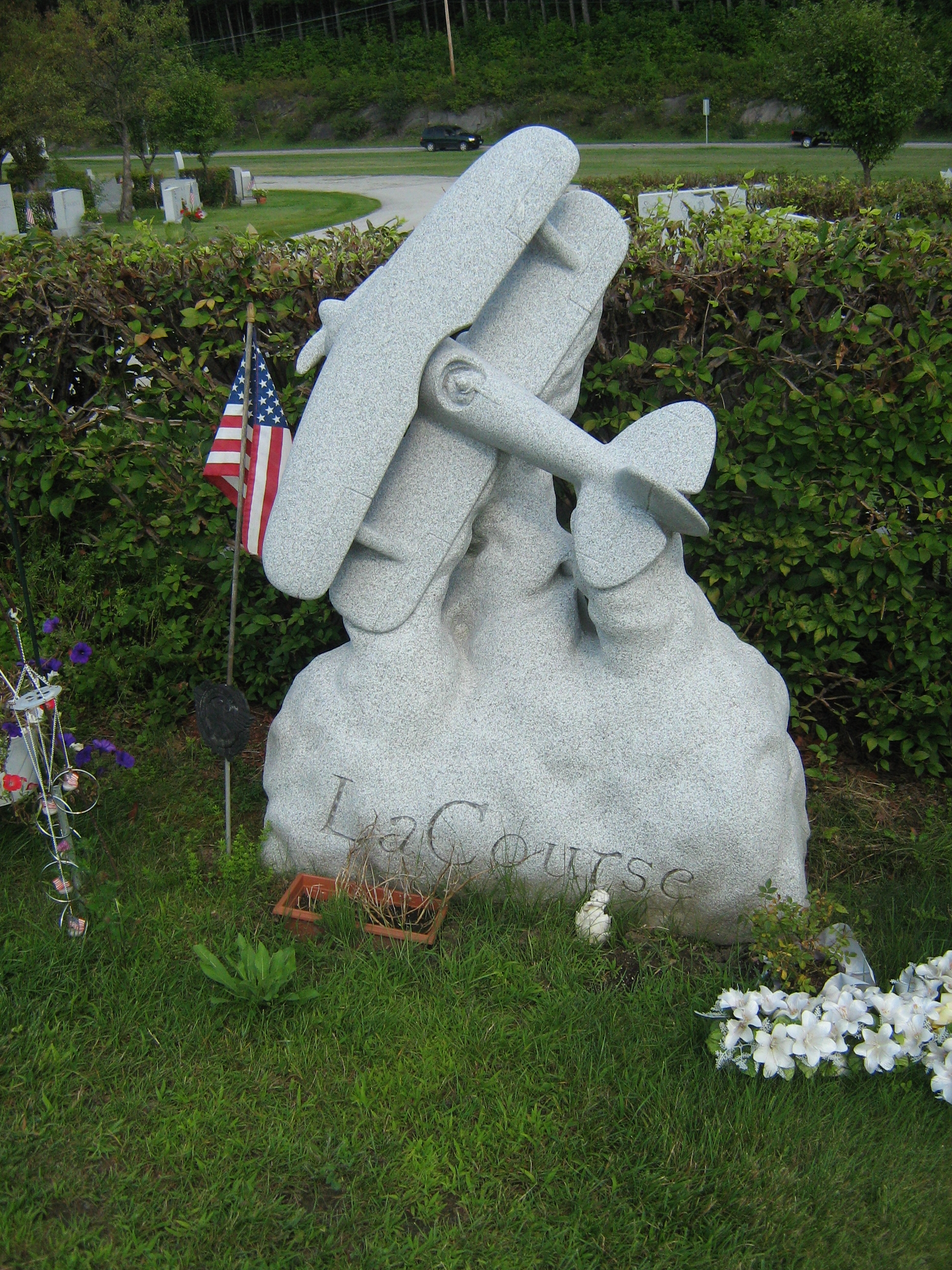
Надгробие лётчика.
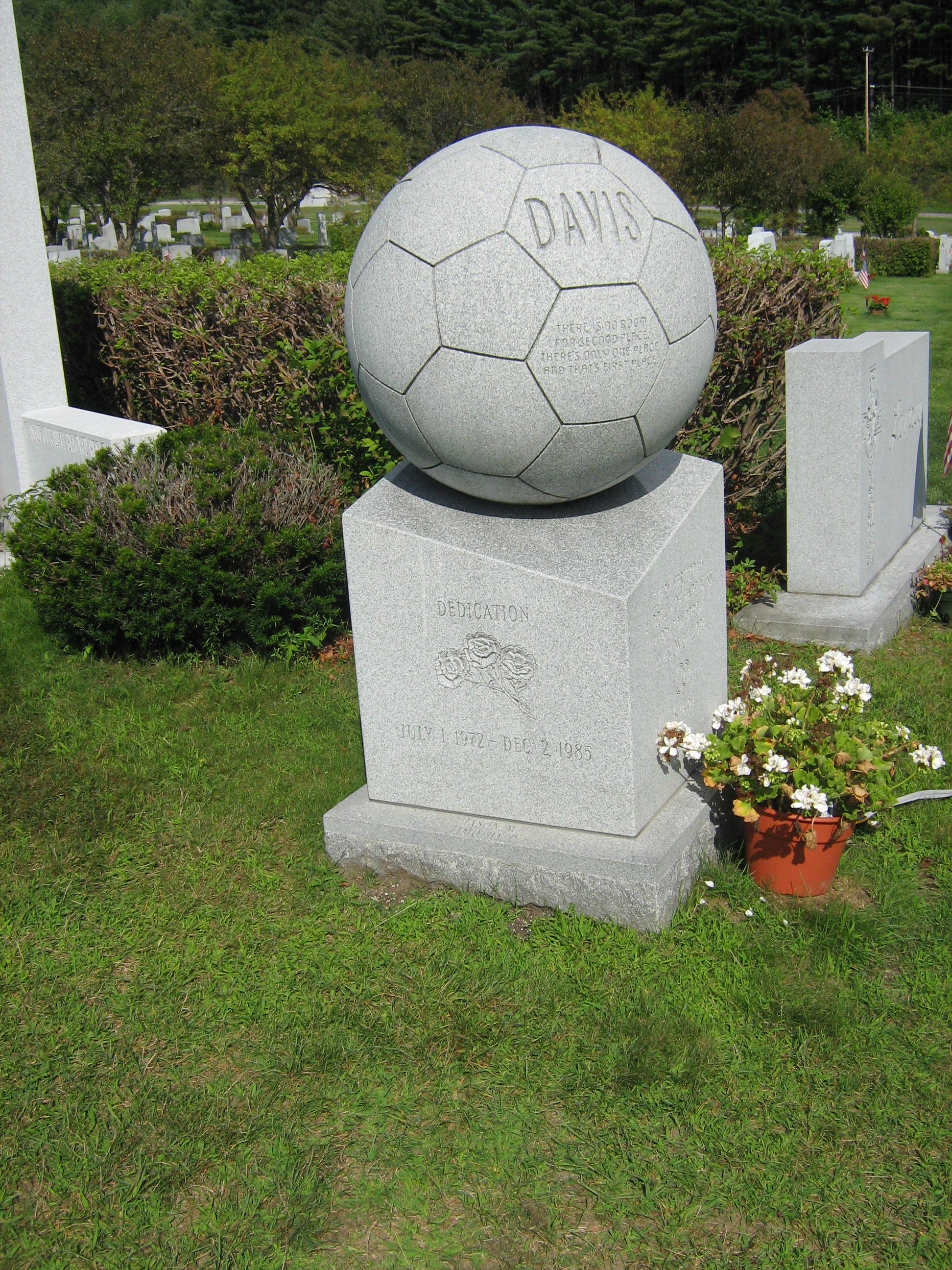
Надгробие 13-летнего любителя футбола.
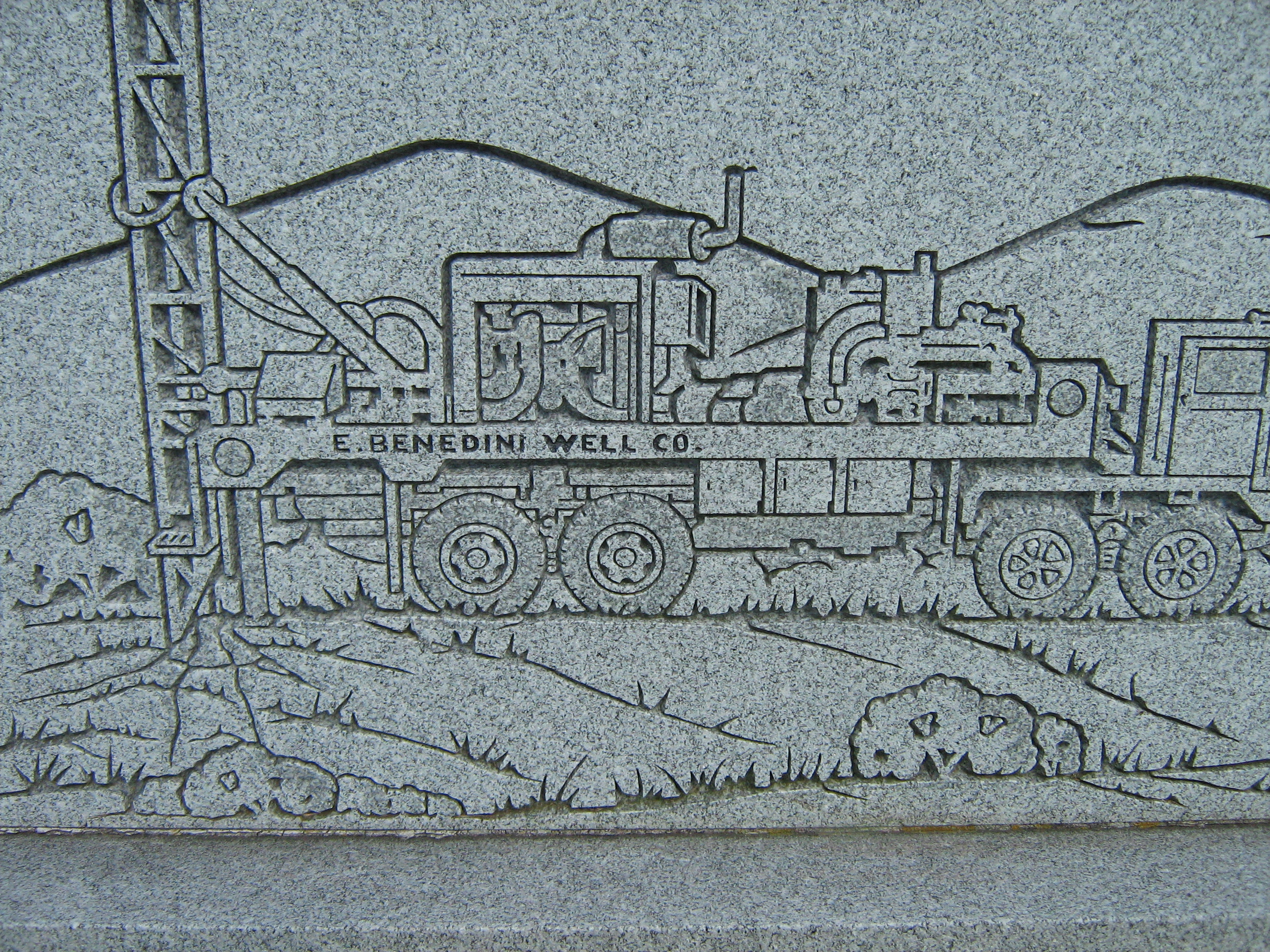
Деталь изображения на надгробии бурильщика.